# Lupo le boucher
Pour plus de détails, voir Fiche technique et Distribution.
Lupo le boucher (version originale : Lupo the Butcher) est un court-métrage comique d'animation sorti en 1987, réalisé par Danny Antonucci. Le court-métrage suit les mésaventures d'un boucher psychotique énervé contre les morceaux de viande qu'il découpe tombent au sol. Produit par la société International Rocketship Limited, dirigée par Marv Newland (en), Lupo le boucher est bien accueilli, et apporte un certain impact culturel après sa sortie.

## Synopsis
Un boucher italien nommé Lupo se plaint du métier qu'il effectue, tandis qu'il coupe un quartier de viande dans sa boucherie. Alors que ces morceaux de viande tombent au sol, Lupo devient furieux et les insulte. Par la suite, il coupe accidentellement son pouce, et perd inexplicablement ses autres parties corporelles. Du sang coule massivement sur le sol, et les parties corporelles de Lupo s'effondrent. L'écran se noircit et montre la tête tranchée de Lupo, toujours en vie. Pendant le défilement des crédits, la tête reste, continue ses insultes, puis s'endort. 

## Production
Danny Antonucci, employé dans l'animation depuis les années 1970, décide de créer ses propres œuvres en solo. Lassé de voir que l'animation n'était adressé qu'aux enfants, il tente de créer un « personnage en qui tout le monde pourrait croire. » D'origine italienne, Antonucci souhaite créer un personnage immigré italien d'origine qui se plaint des États-Unis. Originellement nommé, « Lupo the Barber » (en français : « Lupo le coiffeur »), Antonucci lui attribue finalement le nom de « Lupo the Butcher » (« Lupo le boucher »). Ce personnage s'inspire de son père et de son oncle. Une fois le court-métrage finalisé, Antonucci présente fièrement sa création, et « a confiance » en ce court-métrage de trois minutes et trente secondes. Il est produit par la société International Rocketship Limited, dirigée par Marv Newland (en). Sorti en 1987, il est présenté au Spike and Mike's Festival of Animation (en). Antonucci fonde ensuite les studios a.k.a Cartoon, Inc. qui verront paraître les séries The Brothers Grunt (en) et la série classique de la chaîne Cartoon Network, Ed, Edd & Eddy.

## Accueil
Après sa sortie, Lupo le boucher est bien accueilli, et apporte un certain impact culturel,. Eric Fogel, cocréateur de Glenn Martin, DDS explique que Lupo le boucher l'a inspiré à continuer sa carrière d'animation, expliquant que ce « court-métrage m'a ouvert sur le monde de l'animation [...]. » Dans une entrevue avec le magazine canadien Take One, Linda Simensky le surnomme « le South Park de son temps » et explique se rappeler d'enregistrements de ce court-métrage traînant dans son bureau en 1988. Il est cité dans l'ouvrage de Spike and Mike, intitulé Outlaw Animation, écrit par Jerry Beck, et dans le DVD Spike and Mike.